# Кентон (округ)
Ке́нтон (англ. Kenton County) — округ в штате Кентукки, США. Официально образован в 1840 году. По состоянию на 2010 год, численность населения составляла 159 720 человек.
В округе 2 административных центра: Ковингтон и Индепенденс.

## География
По данным Бюро переписи США, общая площадь округа равняется 424,760 км2, из которых 414,400 км2 суша и 10,619 км2 или 2,500 % это водоёмы.

## Население
По данным переписи населения 2000 года в округе проживает 151 464 жителей в составе 59 444 домашних хозяйств и 39 470 семей. Плотность населения составляет 361,00 человек на км2. На территории округа насчитывается 63 571 жилых строений, при плотности застройки около 151,00-го строения на км2. Расовый состав населения: белые — 93,99 %, афроамериканцы — 3,84 %, коренные американцы (индейцы) — 0,15 %, азиаты — 0,59 %, гавайцы — 0,03 %, представители других рас — 0,41 %, представители двух или более рас — 1,00 %. Испаноязычные составляли 1,10 % населения независимо от расы.
В составе 33,40 % из общего числа домашних хозяйств проживают дети в возрасте до 18 лет, 50,10 % домашних хозяйств представляют собой супружеские пары проживающие вместе, 12,10 % домашних хозяйств представляют собой одиноких женщин без супруга, 33,60 % домашних хозяйств не имеют отношения к семьям, 27,80 % домашних хозяйств состоят из одного человека, 9,00 % домашних хозяйств состоят из престарелых (65 лет и старше), проживающих в одиночестве. Средний размер домашнего хозяйства составляет 2,52 человека, и средний размер семьи 3,11 человека.
Возрастной состав округа: 26,30 % моложе 18 лет, 9,20 % от 18 до 24, 31,90 % от 25 до 44, 21,40 % от 45 до 64 и 21,40 % от 65 и старше. Средний возраст жителя округа 34 лет. На каждые 100 женщин приходится 96,20 мужчин. На каждые 100 женщин старше 18 лет приходится 91,90 мужчин.
Средний доход на домохозяйство в округе составлял 43 906 USD, на семью — 52 953 USD. Среднестатистический заработок мужчины был 37 845 USD против 27 253 USD для женщины. Доход на душу населения составлял 22 085 USD. Около 7,10 % семей и 9,00 % общего населения находились ниже черты бедности, в том числе — 12,00 % молодежи (тех, кому ещё не исполнилось 18 лет) и 7,70 % тех, кому было уже больше 65 лет.